# José Tomás

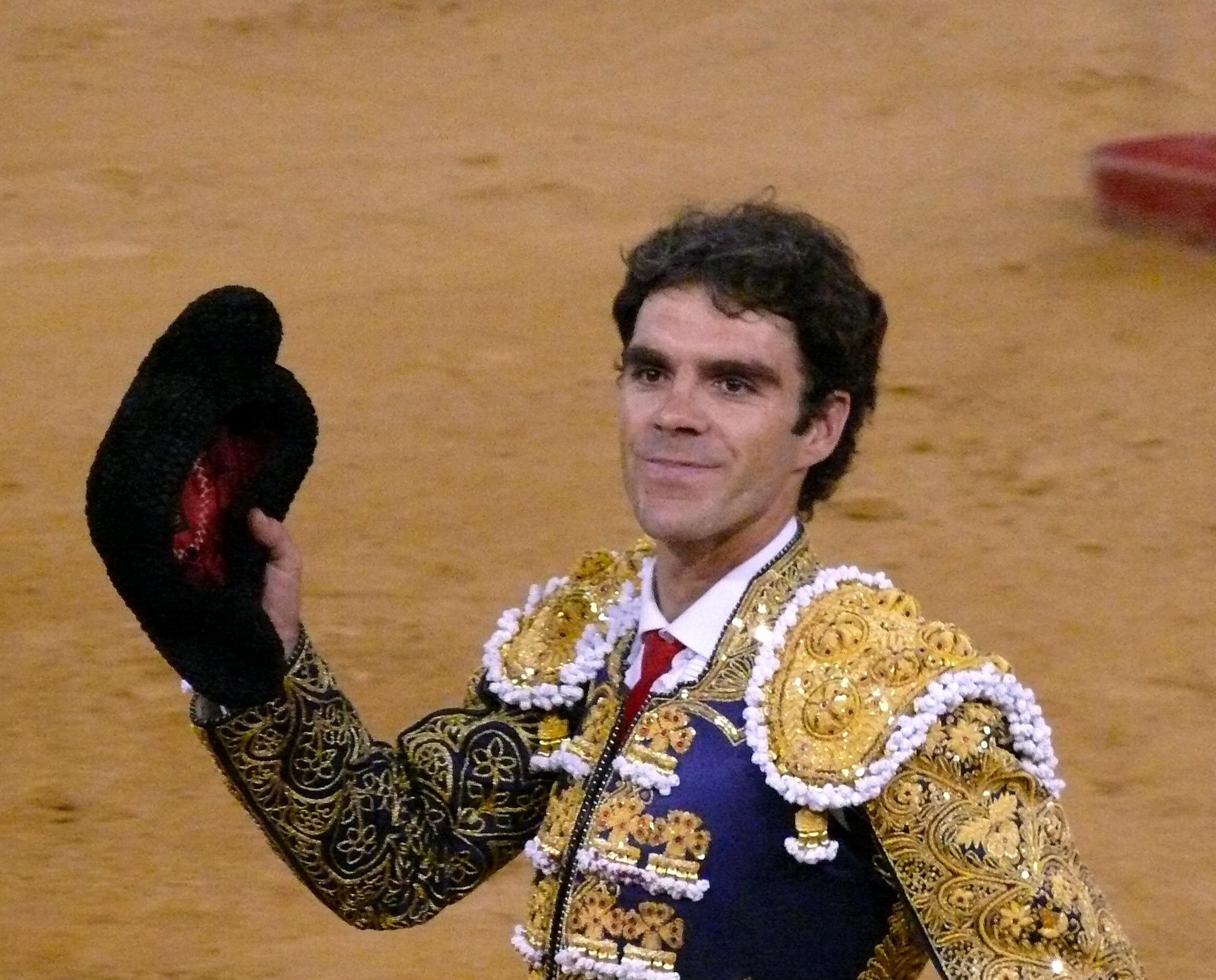
José Tomás in Almería, 2008

José Tomás Román Martín (* 20. August 1975 in Galapagar, Madrid) ist ein spanischer Torero. Er gilt als einer der besten spanischen Matadore der Gegenwart.
José Tomás ist als Matador unter seinen beiden Vornamen bekannt. Er gilt als „Rebell“ unter den modernen Stierkämpfern, da er immer wieder gegen Traditionen der corrida verstößt. So ist er einer der wenigen, die vor dem Kampf nicht in der Kapelle der Arenen beten; und er weigert sich, den getöteten Stier symbolisch dem spanischen König zu widmen. Die Verehrung für ihn geht dennoch so weit, dass er in Zeitungen als bester Stierkämpfer aller Zeiten und sogar „Messias“ bezeichnet wird. Karten für seine stets ausverkauften Kämpfe werden in Spanien auf dem Schwarzmarkt für mehrere tausend Euro gehandelt. 1999 wurde er erstmals zum „Matador des Jahres“ in Spanien gekürt.
Besonders populär ist José Tomás wegen seines spektakulären Stils, der häufig dazu führt, dass er verletzt wird. Bereits mit 26 Jahren erklärte er nach mehreren Verletzungen aufgrund des ständigen Drucks der Gefahr seinen Rücktritt. 2007 kehrte er jedoch in Barcelona in die Arenen zurück. Im gleichen Jahr wurde er vom spanischen Kultusministerium mit der Medaille der schönen Künste ausgezeichnet, die jährlich an 25 Personen, darunter immer an einen Stierkämpfer, vergeben wird. 2009 war José Tomás über die gleiche Auszeichnung für den nach seiner Ansicht nach „unwürdigen“ Matador Francisco Rivera Ordóñez so erbost, dass er drohte, seine Medaille zurückzugeben.

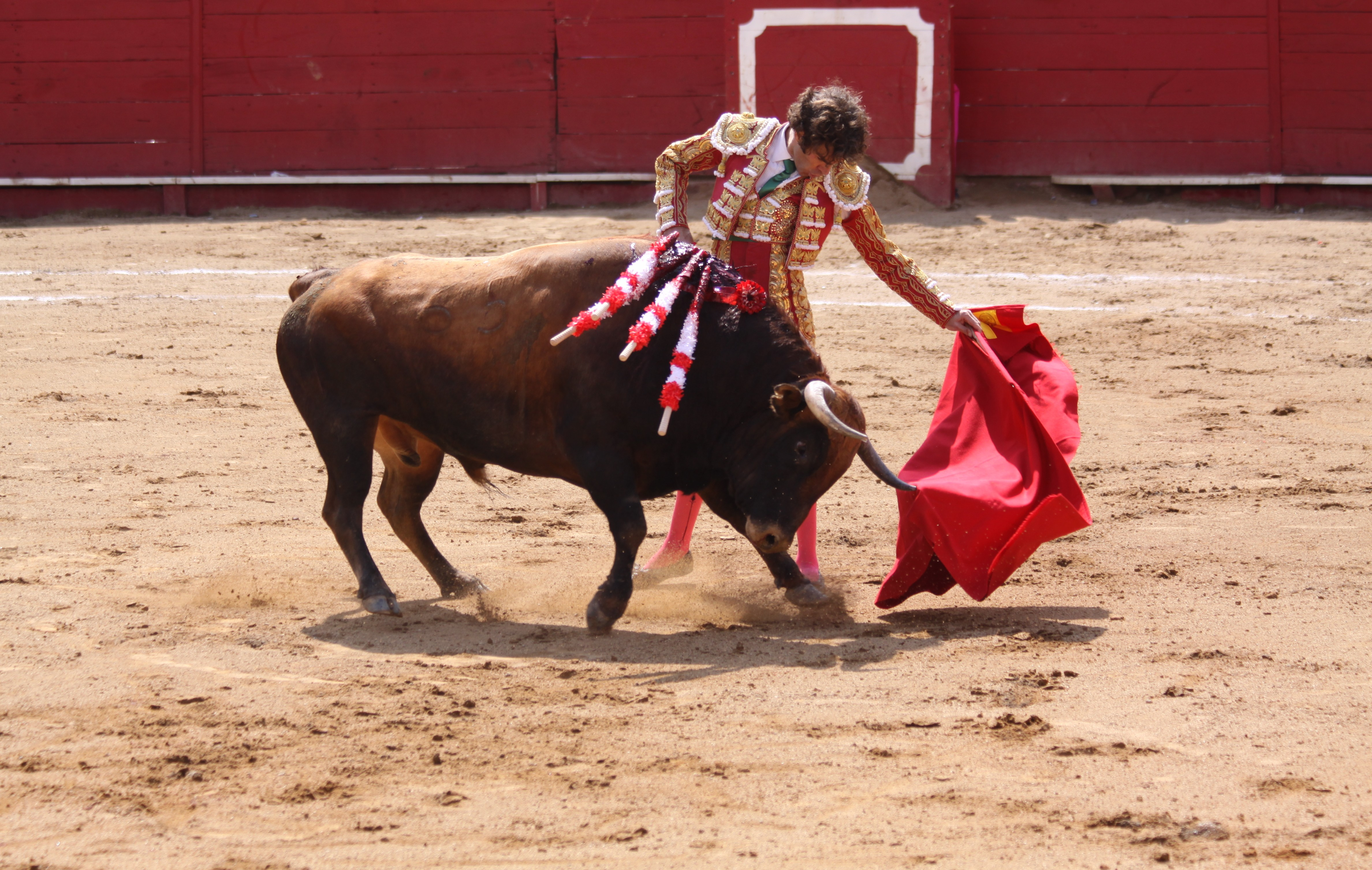
José Tomás während der corrida

2008 in Jerez wurde er am Hals verletzt, in Madrid erlitt er Wunden an Oberschenkel, Hand und Fuß.  Beide Male musste er noch in der Arena operiert werden, dennoch gelang es ihm zuvor jeweils, den Stier zu töten. Im April 2010 wurde er beim Kampf in Aguascalientes (Mexiko) vom Stier Navegante schwer verwundet, als das Horn des Stiers die Arterie seines linken Oberschenkels durchtrennte. Eine Notoperation, verbunden mit einer großen Bluttransfusion, rettete sein Leben. In seinem gemeinsam mit Mario Vargas Llosa verfassten Buch Diálogo con Navegante verarbeitete José Tomás dieses Erlebnis. Erst nach fünfzehn Monaten Rekonvaleszenz kehrte er am 23. Juli 2011 in Valencia in die Arena zurück.